# 돌지치
돌지치(Lappula heteracantha)는 주로 한반도 북부지방에서 여러해살이 풀로서 산야에서 자란다. 전체에 긴 털이 나고 줄기는 대체로 곧게 서며 가지를 많이 친다. 높이는 30cm 정도이고 잎은 어긋나고 잎자루는 없으며 피침형으로 양끝이 뾰족하고 털이 있다. 꽃은 6월에 백자색으로 피는데 가지끝에 총상꽃차례를 이루고 많은 송이가 달린다. 화관은 5개로 갈라지고 꽃받침은 5개로 깊게 갈라지며 그 조각은 선상 피침형으로 끝이 뾰족하다. 포(苞)는 피침형이고 뒷면과 가장자리에 줄로 돌아 있는 긴 돌기 사이에 두드러기 같은 돌기가 있다.